# Princess Albertina

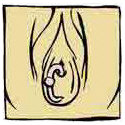
Ilustrační kresba piercingu Princess Albertina

Princezna Albertina je ženský genitální piercing (nejčastěji kroužek), který vstupuje močovou trubicí a vychází nad spodním okrajem poševního vchodu. Je to relativně netradiční piercing, jehož aplikace je poměrně obtížná, protože místo vpichu je relativně hluboko v pochvě a je bezprostředně obklopeno malými stydkými pysky. Navíc tkáň nelze uchopit do kleští, takže záleží pouze na zručnosti piercera. Při špatné hygieně hrozí riziko zánětů, jež je do značné míry eliminováno desinfekčními účinky moče.
Tento piercing vyžaduje, aby jeho nositelka měla dostatečně velký průměr močové trubice, aby nedošlo k jejímu úplnému zablokování, což by značně ztížilo močení.
Tento piercing může extrémně sexuálně stimulovat, což je způsobeno hustou sítí nervových zakončení v těsném okolí vývodu močové trubice, které je intenzivně stimulováno při pohlavním styku nebo při masturbaci. Jako většina genitálních piercingů se hojí velice rychle, pokud je řádně ošetřován a udržován v čistotě. Je to poměrně nový piercing, a ne každý piercer musí být ochotný nebo schopný ho provést.

## Zdravotní rizika
Hlavním rizikem je zvýšená možnost infekce v močové trubici. Důležitý je správně provedený vpich.
Přítomnost tohoto piercingu může ovlivňovat tok močení, a proto je nutno dbát zvýšené pozornosti během a po močení.